# Siphocampylus penduliflorus
Siphocampylus penduliflorus är en klockväxtart som beskrevs av Joseph Decaisne och Jules Émile Planchon. Siphocampylus penduliflorus ingår i släktet Siphocampylus och familjen klockväxter. Inga underarter finns listade i Catalogue of Life.